# Episodi di Corruptors
La prima e unica stagione della serie televisiva Corruptors (Target: The Corruptors) è andata in onda negli Stati Uniti dal 29 settembre 1961 all'8 giugno 1962 sulla ABC.
| nº | Titolo originale                | Prima TV USA      | Titolo italiano | Prima TV Italia |
| -- | ------------------------------- | ----------------- | --------------- | --------------- |
| 1  | The Million Dollar Dump         | 29 settembre 1961 |                 |                 |
| 2  | Pier 60                         | 6 ottobre 1961    |                 |                 |
| 3  | The Platinum Highway            | 31 ottobre 1961   |                 |                 |
| 4  | The Invisible Government        | 20 ottobre 1961   |                 |                 |
| 5  | The Poppy Vendor                | 27 ottobre 1961   |                 |                 |
| 6  | Bite of a Tiger                 | 3 novembre 1961   |                 |                 |
| 7  | Touch of Evil                   | 10 novembre 1961  |                 |                 |
| 8  | Mr Meglomania                   | 17 novembre 1961  |                 |                 |
| 9  | The Golden Carpet               | 24 novembre 1961  |                 |                 |
| 10 | To Wear a Badge                 | 1º dicembre 1961  |                 |                 |
| 11 | Silent Partner                  | 8 dicembre 1961   |                 |                 |
| 12 | Prison Empire                   | 15 dicembre 1961  |                 |                 |
| 13 | The Fix                         | 22 dicembre 1961  |                 |                 |
| 14 | Quicksand                       | 29 dicembre 1961  |                 |                 |
| 15 | A Man Is Waiting to Be Murdered | 5 gennaio 1962    |                 |                 |
| 16 | One for the Road                | 12 gennaio 1962   |                 |                 |
| 17 | Play It Blue                    | 19 gennaio 1962   |                 |                 |
| 18 | Chase the Dragon                | 26 gennaio 1962   |                 |                 |
| 19 | The Middle Man                  | 2 febbraio 1962   |                 |                 |
| 20 | Viva Vegas                      | 9 febbraio 1962   |                 |                 |
| 21 | Fortress of Despair             | 16 febbraio 1962  |                 |                 |
| 22 | The Wrecker                     | 2 marzo 1962      |                 |                 |
| 23 | Babes in Wall Street            | 9 marzo 1962      |                 |                 |
| 24 | My Native Land                  | 16 marzo 1962     |                 |                 |
| 25 | The Malignant Hearts            | 23 marzo 1962     |                 |                 |
| 26 | A Man's Castle                  | 30 marzo 1962     |                 |                 |
| 27 | Journey Into Mourning           | 13 aprile 1962    |                 |                 |
| 28 | The Blind Goddess               | 20 aprile 1962    |                 |                 |
| 29 | A Book of Faces                 | 27 aprile 1962    |                 |                 |
| 30 | License to Steal                | 4 maggio 1962     |                 |                 |
| 31 | Yankee Dollar                   | 11 maggio 1962    |                 |                 |
| 32 | The Organizers: Part 1          | 18 maggio 1962    |                 |                 |
| 33 | The Organizers: Part 2          | 25 maggio 1962    |                 |                 |
| 34 | Nobody Gets Hurt                | 1º giugno 1962    |                 |                 |
| 35 | Goodbye Children                | 8 giugno 1962     |                 |                 |

## The Million Dollar Dump
- Prima televisiva: 29 settembre 1961

### Trama
- Guest star: Michael Granger, Arlene Martel, Allen Jaffe, Robert Middleton (Frank Guido), Richard Devon, Arthur Batanides, Steve Conte (Lou Pasta), Walter Matthau (Martin 'Books' Kramer), Peter Falk (Nick Longo), Paul Sorensen

## Pier 60
- Prima televisiva: 6 ottobre 1961

### Trama
- Guest star: Norman Alden, Victor Buono, Bill Zuckert (Andy Gore), Virginia Vincent, Paul Lambert (Jim Korman), Jack Klugman (Otto Dutch Kleberg), Vic Morrow, Karen Steele (Marie Kleberg), Paul Newlan, William Tannen

## The Platinum Highway
- Prima televisiva: 31 ottobre 1961

### Trama
- Guest star: Bill Baldwin, Dan O'Herlihy (Walter Cannon), Frank Sutton (Sabol), Bert Freed, Parley Baer, Mark Tapscott, James Nolan, Claudia Bryar, Will J. White, Edwin Rand, Jack Mann, Al Shafran, Michael Pataki, Gilman Rankin, John Lupton (Amber)

## The Invisible Government
- Prima televisiva: 20 ottobre 1961

### Trama
- Guest star: Yvonne White, Robert Carson, Dee Carroll, David Bond, Chuck Couch (Finley), Robert Burton (Larkin), Edmond O'Brien (Ollie Crown), Ed Kemmer (Bert Babe), Felicia Farr (Ronnie Dale)

## The Poppy Vendor
- Prima televisiva: 27 ottobre 1961

### Trama
- Guest star: David White (Mr. Welcome), Don Gordon (Benji), Gena Rowlands (Marian Praisewater), Robert Loggia (Johnny Praisewater), John Marley (capitano Maxwell)

## Bite of a Tiger
- Prima televisiva: 3 novembre 1961

### Trama
- Guest star: Victor Izay, Ed Prentiss (Constantine), Ed Begley (Stu Hayes), Lee Phillips (Michael Hayes), Robert F. Simon (Wilson), Frederic Downs, Joseph Bernard (Hare), Richard Chambers, Nancy Valentine, Jeanne Baird, Thomas Gomez (Shannon)

## Touch of Evil
- Prima televisiva: 10 novembre 1961

### Trama
- Guest star: Ron Kipling (Greg Roberts), Ray Walston (O'Sullivan), Billy M. Greene (Buck), Jarl Victor, Eddie Hanley (Kulik), Charles Maxwell, Pat McCaffrie, Jay Jostyn, Miriam Goldina, Steven Barringer (Joey), Lee Kinsolving (Cornelius Linsky)

## Mr Meglomania
- Prima televisiva: 17 novembre 1961

### Trama
- Guest star: T.J. Castronovo, Dick Wilson, Elaine Devry (Lorrie), Leonard Stone (Harry), Wendell Corey (Jud Grantham), Lawrence Dobkin (Frank Manzak), Scott Marlowe (Phil Manzak), Warren Oates, Ken Peters, Lorraine Miller (Joyce Grantham)

## The Golden Carpet
- Prima televisiva: 24 novembre 1961

### Trama
- Guest star: Anthony Teague, Dennis Cross (Reicher), Adrienne Marden, Mason Curry, Jack Davis, Mavis Neal Palmer (Grace Abbott), Larry Blyden (Chuck Baxter), Edward Asner (Tyler), Sylvia Daneel (Tina Ballardi), Joanna Barnes (Ann Fielding)

## To Wear a Badge
- Prima televisiva: 1º dicembre 1961

### Trama
- Guest star: Bert Holland, Tip McClure, Garry Walberg (Nichols), John Kellogg (Bell), Robert Vaughn (Lace), Robert Culp (Meeker), Royal Dano (Jesse), Jacqueline Scott, Bobby Byles, James Halferty, Michael Constantine (Chief Swenson)

## Silent Partner
- Prima televisiva: 8 dicembre 1961

### Trama
- Guest star: Harold J. Stone (Herman), Henry Beckman, Everett Sloane, Josip Elic, Ernest Sarracino, C. Lindsay Workman, Jackie Searl, Shirley Citron, Robert H. Harris (Charlie Schatz), Tony Carbone (Neal), Luther Adler (Victor Cobalt), Dolores Dorn, Hayden Rorke (Smith), John Davis Chandler (Cobalt Hood)

## Prison Empire
- Prima televisiva: 15 dicembre 1961

### Trama
- Guest star: Theodore Lehmann, Charles Bail (Jeski), Betty Lou Gerson (Shelley), Preston Foster (Harvey Bragen), Charles Aidman (Arnold), Evans Evans (Sunshine), Frank Ferguson (Blakely), Ray Kellogg (Allie Lewis), John Megna, Hank Weaver

## The Fix
- Prima televisiva: 22 dicembre 1961

### Trama
- Guest star: Glen Gordon, Frank Sully, Frank Maxwell, David Lewis, S. John Launer (Connors), Harry Townes (Joe Knight), Frank Lovejoy (giudice Loren Tolliver), Gerald Price, Brooke Hayward (Mary)

## Quicksand
- Prima televisiva: 29 dicembre 1961

### Trama
- Guest star: Jon Fong, Paul Weber, Eduardo Ciannelli (Kellas), Sarah Marshall (Lori Burnett), Steve Forrest (T.C. Miller), Richard Long (Bill Burnett), James Luisi, Ralph Manza, Nelson Leigh, Douglas Evans, Penny Santon, Damian O'Flynn

## A Man Is Waiting to Be Murdered
- Prima televisiva: 5 gennaio 1962

### Trama
- Guest star: Jean Carson, Paul Newlan, Philip Coolidge, Don Hanmer (Dan Morton), Brian Donlevy (Pete), Burt Brinckerhoff (Mike Jesson), Jacques Aubuchon (George Lane)

## One for the Road
- Prima televisiva: 12 gennaio 1962

### Trama
- Guest star: Robert Stevenson, Irene Hervey (Nora Tremaine), Linda Lawson (Carolyn), David Brian (Chairman Tremaine), Walter Matthau (Michael Callahan), Simon Scott (Mars), Stacy Harris, Constance Ford (Ruby Carter)

## Play It Blue
- Prima televisiva: 19 gennaio 1962

### Trama
- Guest star: Frank J. Scannell, Jean Willes (Arlene Cash), Paul Phillips (Doug Douglas), Dean Jones (Barry Steele), Harold J. Stone (Al Deus), Tony Monaco (Ray Logan), Adrienne Ellis (Glory Anders), Arthur Tenen (Walter), Michael Hagan (tecnico)

## Chase the Dragon
- Prima televisiva: 26 gennaio 1962

### Trama
- Guest star: Francis De Sales, Charles Maxwell (Narcotis Agent), William Flaherty (Car Buyer), Jack Klugman (Greg Paulson), Keye Luke (Chang Sui), Cely Carillo (Kim Loo Paulsen), Barry Kelley (Manley), Robert Williams (Square Sam), Charles Irving (dottore), Allen Jung (Wang, the Pusher), Lloyd Kino (Bodyguard)

## The Middle Man
- Prima televisiva: 2 febbraio 1962

### Trama
- Guest star: Edward Holmes (Hollis), Vaughn Taylor (Mr. Wilson), David Janssen (Robbie Wilson), Will Corry (Sydney), Pamela Curran, Dennis Cross, Diana Millay (Patricia Wilson)

## Viva Vegas
- Prima televisiva: 9 febbraio 1962

### Trama
- Guest star: Diana Millay, Mitchell Rhein, George N. Neise (Vito), Kenneth Tobey (Delaney), Suzanne Pleshette (Hank Rossi), Jack Oakie (Billy Stowe), Joey Forman (Marty Alexander), Lorraine Wilson, Allyson Ames, James Stone, Jerry Catron, Vaughn Taylor

## Fortress of Despair
- Prima televisiva: 16 febbraio 1962

### Trama
- Guest star: Margo Lorenz, Selette Cole (Maggie), Mercedes Shirley (Rose), Lynn Loring (Terry Farmer), Joyce Van Patten (Madeleine), Than Wyenn (Hamilton), Brian Davies, June Vincent (Alicia Farmer)

## The Wrecker
- Prima televisiva: 2 marzo 1962

### Trama
- Guest star: Hal Torey, Ernest A. Losso, Adrienne Marden (Marie Amber), Linden Chiles (Harvey Warner), Luther Adler (Jonathan Amber), Cloris Leachman (Betty), Claire Griswold (Ann Amber), Gene Hardy, Howard Vann, Patricia King, Chris Whitman, Don Hanmer (Max Nord)

## Babes in Wall Street
- Prima televisiva: 9 marzo 1962

### Trama
- Guest star: Gene Benton (Tasker), Salvador Baguez (Granton), Harry Guardino (Rick Manet), Barbara Eden (Lili), Philip Abbott (Carl Benham), Lawrence Dobkin (Hans Weltman), Paul Bryar (Ned Cope), Roy Glenn, James Rawley, Buddy Lewis, Saverio LoMedico, Hazel Shermet, Tom Hernández, Dick Ryan

## My Native Land
- Prima televisiva: 16 marzo 1962

### Trama
- Guest star: Jerome Cowan (A.J. Bayliss), Al Ruscio, Stasa Damascus, John Megna, Athan Karras, John A. Neris, Dan Grayam (Charrandas), Cesar Romero (Dimitris Hagias), Ilka Windish (Eleni), Ben Astar (Big Nick Andreadis), Will Kuluva (capitano Kosta)

## The Malignant Hearts
- Prima televisiva: 23 marzo 1962

### Trama
- Guest star: Napoleon Simpson, William A. Hines (Tom Penny), Charles Tannen, Shelley Morrison, Anne Barton (Katie Terran), Steve Stevens (Jazz), James Gregory (Terran), Sidney Blackmer (T.C. Muffett), Jacqueline Ravell (Eileen Wainwright), Jo Helton, Ross Elliott, Mario Roccuzzo (Tony McLaughlin), Kelly Thordsen (Mantioni), Renee Aubry (Janie Terran), Robert Hernandez (Joselito Gomez), Neil Nephew, Paul Collins, David Macklin (Francis Jones)

## A Man's Castle
- Prima televisiva: 30 marzo 1962

### Trama
- Guest star: Edward Le Veque, Penny Santon, Vinton Hayworth, Vicki Malkin, Christy Cummins, Tommy Andre, Renata Vanni, Rodolfo Hoyos Jr., Joe Dominguez (Rodriguez), George Keymas, Naomi Stevens (Mrs. Kliger), Scott Marlowe (Tito), Robert Emhardt (Pebbles), Míriam Colón (Luz), Roy Glenn, Jay Adler, Bert Holland, James Nusser, Larry Thor, Jack Elam (Stickface)

## Journey Into Mourning
- Prima televisiva: 13 aprile 1962

### Trama
- Guest star: Frank Ferguson (Jebson), Vito Scotti (Garcia), Keenan Wynn (Claude Ivy), Royal Dano (Sepic), Charles Horvath (Schmidt), Ray Kellogg (Shattuck), Parley Baer (Mr. Pitts), Warren Oates (Billy Joe), Ivan Dixon (Bliss), Russell Thorson, Lillian Buyeff (Mrs. Pitts)

## The Blind Goddess
- Prima televisiva: 20 aprile 1962

### Trama
- Guest star: Baruch Cohon, Matty Jordan, Davey Davison, Rebecca Welles, Pat O'Malley, Carla Huston (Ann), Robert Middleton (Dolan), Macdonald Carey (giudice Andrew Leroy), Celia Lovsky, Alex Gerry, Hugh Sanders, Wilton Graff, Patricia Marlowe, Paul Phillips, Dean Smith, Margaret Hayes (Emma Leroy)

## A Book of Faces
- Prima televisiva: 27 aprile 1962

### Trama
- Guest star: Kenny Jackson, Charlene Holt, Barnaby Hale, Diana Spencer, George Kane, Jeanette Nolan (Eugenie Tzigorin), Virginia Christine (Lorraine), Martin Balsam (Jeffrey Marvin), Shirley Knight (Phyllis), Allyn Joslyn (Frank Brandon), Constance Ford (Shirley Germaine)

## License to Steal
- Prima televisiva: 4 maggio 1962

### Trama
- Guest star: Peter Leeds, Michael Fox, Hayden Rorke, Charles Horvath (Pete Willis), Henry Beckman (Gil Dayton), Gene Evans (Johnny Farmer), Harold J. Stone (Allie Janowitz), Sonya Wilde (Maria), John Daheim (Sailor Maxwell), Herb Pacheco (Kid Contreras)

## Yankee Dollar
- Prima televisiva: 11 maggio 1962

### Trama
- Guest star: Frank Aletter (Dan Wallace), H. M. Wynant, Felipe Turich, Robert F. Simon, Valentin de Vargas, Grandon Rhodes, Nestor Paiva (generale Martinez), Alfred Ryder (colonnello Ferriera), Hope Holiday (Ellie Gordon), Alan Hale Jr. (Gorman), William Conrad (Dan)

## The Organizers: Part 1
- Prima televisiva: 18 maggio 1962

### Trama
- Guest star: Otto Reichow, Joey Faye (Joe Esposito), Carl Benton Reid (senatore Loomis), Brian Keith (George Vaclavic), Jack Warden (Jerry Skala), Murray Hamilton (Eddie Murray), Burt Brinckerhoff (Jack Murray), Maxine Stuart (Sheila Murray), Jo Helton (Rose Vaclavic), Michael Davis (Theo Vaclavic), Sally Hughes, Mario Siletti, Jess Kirkpatrick, Richard Anderson (Earl Gilmore)

## The Organizers: Part 2
- Prima televisiva: 25 maggio 1962

### Trama
- Guest star: Michael Harris, Wally Vernon, Joey Faye (Joe Esposito), Carl Benton Reid (senatore Loomis), Brian Keith (George Vaclavic), Jack Warden (Jerry Skala), Burt Brinckerhoff (Jack Murray), Maxine Stuart (Sheila Murray), Jo Helton (Rose Vaclavic), Dennis Cross, Charles Irving, Richard Anderson (Earl Gilmore)

## Nobody Gets Hurt
- Prima televisiva: 1º giugno 1962

### Trama
- Guest star: Jan Stine (Roy), Michael Parks (Rocky Kustak), Jeanne Baird (Helen McCloud), Marc Cavell (Willie), Russell Collins (Oliver Spanard), Kevin McCarthy (Frank McCloud), Beverly Washburn (Marie)

## Goodbye Children
- Prima televisiva: 8 giugno 1962

### Trama
- Guest star: Howard Ledig, Katie Sweet, Leslie Barringer, Russell Thorson (Garst), Don Haggerty (Henry), John Ericson (Grauer), Bethel Leslie (Ellen), Robert J. Wilke (Keepness), Bill Williams (Walter Parker)